# Борис Илиев Китанов
Борис Илиев Китанов е български изкуствовед и медиен експерт, роден на 10 март 1944 г. По случай 70-годишнината му е награден за цялостен принос към българската култура със „Златен век на българската култура – Печата на Цар Симеон“.

## Образование
Завършва висше образование в Прага – Философски факултет на Карловия университет, специалност „История на изкуството“.

## Професионална кариера
Работи в Издателство „Български художник“ и в СБХ. Професионалната му дейност е свързана предимно с БНТ. Първият изкуствовед, назначен на постоянна работа в БНТ – репортер, наблюдател, редактор, зам. главен редактор на гл. редакция „ЛИК“, гл. редактор на гл. редакция „Планиране, програмиране и излъчване“, директор на РТВЦ Русе, главен секретар на БНТ и зам. на генералния директор, председател на програмния съвет и директор на международния фестивал за телевизионни филм в Пловдив „Златната ракла“ 1994 г. Главен директор на Главна дирекция „Международна културна дейност“ в Комитета за култура. Директор на Българския културно-информационен център в Прага.

## Творческа дейност
Автор е на творчески портрети на десетки български и чуждестранни художници. Аналитични представяния в различни телевизионни форми на национални и международни изложби, документални тв филми като „Цанко Лавренов“, „Сули Сеферов“, „Йозеф Питър“, „История на буквите“, „Творците на НДК“ „Отражения“, „IV и V Национални младежки изложби“, „Национална изложба на българското приложно изкуство“, „Приятели на морето“, „Есенните изложби в Стария град – Пловдив“ с персонални портрети на участниците в тях, „Пейзажът в Чешката живопис“, „Златният век на Испанската живопис“, „Дарители в подножието на Андите“ – няколко серии, „Кратка история на изкуството“ – 10 серии като автор и водещ и много други. Автор и водещ на първата специализирана рубрика в БНТ за изобразително изкуство и архитектура „Галерия ЛИК“ – първа форма за периодична творческа изява на българските изкуствоведи.
От 1972 година редовно участва в основните програми за култура по БНТ – „ЛИК“, „Студио „М““ и „Всяка неделя“. Множество участия и по БНР. Куратор на десетки изложби в България, Италия, Чехия, Русия, Латинска Америка, Индия и Ангола. Участник в творческия колектив на първи и втори том „Млади български художници“. Множество публикации в български и международни периодични издания. Бил е член на редколегиите на списание „Българско фото“ и на Студия за телевизионни филми „Екран“.
Специализации в САЩ и Великобритания – ВВС телевизионно програмиране. Носител на наградата за оперативна критика в областта на изобразителните изкуства на името на „Николай Райнов“.